# Pescosansonesco
Pescosansonesco község (comune) Olaszország Abruzzo régiójában, Pescara megyében.

## Fekvése
A megye délnyugati részén fekszik. Határai: Bussi sul Tirino, Capestrano, Castiglione a Casauria, Corvara és Pietranico.

## Története
Valószínűleg a 9-10. században alapították, amikor a San Clemente a Casauria-apátsághoz tartozó birtok volt. A következő századokban nemesi birtok volt. Önálló községgé a 19. század elején vált, amikor a Nápolyi Királyságban felszámolták a feudalizmust.

## Népessége
A népesség számának alakulása:

## Főbb látnivalói
- Santa Maria dell’Ambrosina-templom
- Santa Maria Assunta-templom
- San Nicola-templom
- San Giovanni Battista-templom
- Santa Maria in Coll’Angeli-templom